# 楼宝
楼宝（？—？），鲜卑姓贺楼氏，字道成，代人，河南郡洛阳县（今河南省洛阳市东）人，北魏、西魏官员。

## 生平
楼宝个性淳朴，喜欢读书，官至光州刺史，在魏孝明帝元诩时期转任朔州刺史。当时边境战事频繁，民众大多流离四散，楼宝到达朔州后逐渐安抚召集，残破损坏的旧住宅，都命令修葺建造，民众归来的接连不断，年终考核时楼宝为全北魏第一。
后来楼宝跟随大都督源子邕讨伐葛荣，北魏军队战败，楼宝被葛荣的军队囚禁，更改姓名躲在军队中，避免受害。很久之后，葛荣军中有朔州人认识楼宝的，对楼宝说：“刺史怎么可以自寻痛苦到这种地步？”于是就带着他去拜见葛荣，葛荣笑着说：“楼公，我正谋划成就大事，为何相见这么晚？”葛荣回头对人说：“这位行善，天道报答他，得以免于灾乱，就是应验。”楼宝遇到一个从葛荣军中逃走的人，秘密的报告葛荣的形势，打算作为内应。魏孝明帝感念楼宝的壮志，召见楼宝第二子楼景贤，任命他出任员外散骑侍郎。葛荣被消灭后，楼宝才得以返回朝廷。
永安年间，楼宝出任员外散骑常侍，出使柔然。之前柔然自称北魏的藩属上奏表，后因为中原衰落，书信又采取对等国家的礼仪。楼宝指责柔然。柔然可汗阿那瓌大惊，自知不对，道歉说：“这是写信之人的错误。”于是重新自称藩属。
魏孝武帝元修即位，敕令楼宝和行台长孙子彦镇守恒农，之后楼宝跟随魏孝武帝入关，封广宁县伯。大统元年（535年），魏文帝元宝炬诏令楼宝兼领著作郎，监督修订国史，另外再封平城县子。之后楼宝出任国子祭酒、侍中，进仪同三司，兼任太子太傅，又代理太子詹事。楼宝为人简约少言语，很熟悉旧事，担任太子的老师，恭谨谦虚，因此受到他人的尊敬。之后楼宝代理泾州刺史，在州中去世，朝廷赠予侍中、车骑大将军、司空，谥号敬僖。

## 家庭

### 祖父
- 楼大拔，北魏征西将军、中都大官、巨鹿康公

### 父亲
- 楼泉，北魏武安公[2]

### 子女
- 楼景贤，西魏右卫大将军、阳平县子